# Edgar Brinkmann (Verleger)
Edgar Friedrich Hans Brinkmann (* 6. Juni 1896 in Hamburg; † nach 1940) war ein deutscher Kaufmann und Verleger.

## Leben und Wirken
Brinkmann ließ sich nach dem Schulbesuch zum Seemann ausbilden und reiste im Juni 1914 in die USA. Dort wurde er vom Ausbruch des Ersten Weltkrieges überrascht. Erst nach Kriegsende 1920 kehrte er nach Hamburg zurück und arbeitete als Kaufmann. Zum 8. April 1925 trat er der NSDAP bei (Mitgliedsnummer 1.668) und wurde später Leiter des Verwaltungsamts des Reichsleiters der Presse der NSDAP. 1931 gründete er das Hamburger Tageblatt. Im November 1933 wurde er als Nachfolger von Max Amann außerdem Vorsitzender des Reichsverbandes der Deutschen Zeitungsverleger.
Joseph Goebbels ernannte ihn als damaligen Verlagsleiter am 15. November 1935 zum Mitglied des Reichskultursenats.
Das Hamburger Tageblatt verlegte Brinkmann bis zum 30. November 1940.